# Poblado San Felipe
Poblado San Felipe o sólo San Felipe, es un ejido del municipio de Caborca ubicado en el noroeste del estado mexicano de Sonora, en la zona del desierto de Sonora. El ejido es la sexta localidad más habitada del municipio, ya que según los datos del Censo de Población y Vivienda realizado en 2020 por el Instituto Nacional de Estadística y Geografía (INEGI), Poblado San Felipe tiene un total de 788 habitantes.

## Geografía
Poblado San Felipe se sitúa en las coordenadas geográficas 30°50'16" de latitud norte y 112°49'33" de longitud oeste del meridiano de Greenwich, a una elevación de 63 metros sobre el nivel del mar.